# Aire urbaine de Parthenay
L'aire urbaine de Parthenay est une aire urbaine française centrée sur la ville de Parthenay.

## Caractéristiques
D'après la définition qu'en donne l'INSEE, l'aire urbaine de Parthenay est composée de 8 communes, situées dans les Deux-Sèvres. Ses 18 776 habitants font d'elle la 268e aire urbaine de France.
5 communes de l'aire urbaine sont des pôles urbains.
Le tableau suivant détaille la répartition de l'aire urbaine sur le département (les pourcentages s'entendent en proportion du département) :
| Département | Communes | Communes (%) | Superficie (km²) | Superficie (%) | Population (1999) | Population (%) |
| ----------- | -------- | ------------ | ---------------- | -------------- | ----------------- | -------------- |
| Deux-Sèvres | 8        | 2,6          | 113,30           | 1,9            | 18 776            | 5,5            |

## Communes
Voici la liste des communes françaises de l'aire urbaine de Parthenay.
| Code INSEE | Commune              | Type                  | Département | Superficie (km²) | Population (1999) | Densité (hab./km²) |
| ---------- | -------------------- | --------------------- | ----------- | ---------------- | ----------------- | ------------------ |
| 79002      | Adilly               | Commune monopolarisée | Deux-Sèvres | +0012,92         | +00 000284,       | +00021,98          |
| 79071      | La Chapelle-Bertrand | Commune monopolarisée | Deux-Sèvres | +0019,39         | +00 000401,       | +00020,68          |
| 79080      | Châtillon-sur-Thouet | Pôle urbain           | Deux-Sèvres | +0016,45         | +0 0002 727,      | +00165,78          |
| 79202      | Parthenay            | Pôle urbain           | Deux-Sèvres | +0011,38         | +00010 466,       | +00919,68          |
| 79213      | Pompaire             | Pôle urbain           | Deux-Sèvres | +0012,8          | +0 0001 812,      | +00141,56          |
| 79318      | Soutiers             | Commune monopolarisée | Deux-Sèvres | +0005,43         | +00 000200,       | +00036,83          |
| 79322      | Le Tallud            | Pôle urbain           | Deux-Sèvres | +0019,22         | +0 0001 868,      | +00097,19          |
| 79347      | Viennay              | Pôle urbain           | Deux-Sèvres | +0015,71         | +0 0001 018,      | +00064,8           |
|            | Total                |                       |             | +0113,3          | +00018 776,       | +00165,72          |